# Vilaíz
Vilaíz és una parròquia consagrada a Sant Jaume pertanyent al municipi de Becerreá, província de Lugo.
Segons el padró municipal de 2004 la parròquia de Vilaíz tenia 40 habitants (23 homes i 17 dones), distribuïts en 5 entitats de població (o lugares), el que pressuposà una disminució en relació al padró de l'any 1999 quan hi havia 47 habitants. Segons l'IGE, el 2014 la seva població va caure fins a les 34 persones (22 homes i 12 dones).

## Llocs
- As Barbeitas
- Casares
- Fraián de Abaixo
- Fraián de Arriba
- Vilaíz